# Областной комитет ВКП(б) АССР Немцев Поволжья
Областно́й комите́т ВКП(б) АССР Не́мцев Пово́лжья (нем.  Gebiestkomitee d. KP (B) SU d.ASSR dWD ) — орган управления партийной организацией АССР Немцев Поволжья в 1925—1941 годах. Непосредственным предшественником являлся Областной комитет РКП(б) АО (затем — АССР) Немцев Поволжья, действовавший в 1919—1925 годах.

## История

### Создание
Ещё в мае 1917 года был создан «Союз немцев-социалистов» (СНС) Поволожья. Её главные организации находились в двух городах — Саратове, где и проходил тогда её учредительный съезд, и Баронске. Партия объединяла представителей самых разных политических течений, существовавших в то время в России. Доминирующее положение в ней уже тогда занимали большевики, составлявшие основу саратовской организации. На учредительном съезде в качестве гостя присутствовал один из руководителей саратовской организации РСДРП большевик Сергей Иванович Мицкевич. На съезде был избран Центральный комитет Союза в составе Адама Германовича Эмиха, А. Калиниченко, Ф. Ледерер и др. Печатным органом СНС стала газета «Der Kolonist» («Колонист»), начавшая выходить в марте 1917 года.
Союз развернул активную работу среди немецких рабочих Саратова, однако его влияние в немецких колониях оставалось слабым. На созванном в сентябре 1917 года Втором съезде «Немцев Поволожья» (общенациональной организации, объединявшей в своих рядах всех немцев-колонистов) из 250 делегатов представители СНС составляли 10 % (25 человек). На этом съезде Союз занял радикальную позицию по аграрному вопросу. В противовес решению собрания уполномоченных волостей с немецким населением Самарской и Саратовской губерний (25—27 апреля 1917 года) об «отчуждении крупных частных земельных владений путём справедливого выкупа на основе объективной оценки» Союз выступил с требованием полной ликвидации крупных частных землевладений.
Вопреки решению съезда «Немцев Поволожья», Союз выставил собственный список от Саратовской губернии на выборах в Учредительное собрание. 12 ноября на выборах в Учредительное собрание за список ЦК «Немцев Поволжья» в Саратовской губернии проголосовало 50025 (4,8 %), в Самарской губернии — 42705 (3,5 %) человек. Список Союза немцев-социалистов собрал 42148 голосов (3,5 %).

### После Октября
После Октябрьской революции роль СНС среди немецких колонистов постепенно растет. Начинается издание газеты «Vorwärts» («Вперёд»). Союз играет ключевую роль в создании автономии Немцев Поволжья. В это время в организации идут дискуссии о необходимости создания автономии. Многие считали, что её образование будет «мешать немецким трудящимся укреплять интернациональные связи с русским пролетариатом и поможет национальной буржуазии сохранить влияние на трудящихся». 30 апреля 1918 года при активном участии активистов Союза был учрежден Поволжский комиссариат по немецким делам. Его председателем стал деятель социал-демократического движения Германии Эрнст Рейтер. Из числа членов Союза в состав комиссариата вошли: Густав Клингер, Адам Эмих и Александр Моор.
В июне 1918 года состоялся Второй съезд Союза немцев-социалистов. На нём было принято решение о недопустимости нахождения в одной организации представителей различных социалистических течений. Была избрана инициативная группа для подготовки создания Партии немцев-коммунистов и роспуска СНС. Группу возглавил Эрнест Рейтер. Партия немцев-коммунистов (ПНК) была организована в сентябре 1918 года. Она провозгласила себя составной частью РКП(б). С 15 сентября начал выходить её печатный орган — газета «Коммунист». На основе ПНК в феврале 1919 года была создана Областная организация РКП(б) АО Немцев Поволжья. В сентябре 1919 года была создана областная организация РКСМ.
В повседневной работе коммунистам пришлось столкнуться со множеством проблем. В частности, ещё летом 1918 года Поволжский комиссариат после изучения обстановки в немецких колониях направил в Москву следующее сообщение:

«Население русского языка не знает. По-русски здесь говорят только буржуи, учителя и учительницы, для крестьян этот язык аристократический. Русская литература, наши газеты, брошюры и листки для них совершенно недоступны. Им не только при старом режиме, но и после революции уделялось очень мало внимания; наши саратовские и самарские товарищи не в состоянии были вести среди них пропаганду и агитацию… советские учреждения существовали только в некоторых местах…».

## Руководители парторганизации
Секретари обкома РКП(б)
- 1919—1920 Пётр Иванович Чагин
- 1920—1921 А. Акимов
- 1921—1924 Генрих Генрихович Кёниг (нем. Heinrich König)

Ответственные секретари обкома РКП(б) — ВКП(б)
- 1924—1928 Генрих Генрихович Кёниг
- 1928 Франц Францевич Густи (венг. Ferenc Huszti)
- 1928—1929 Вильгельм Генрихович Вегнер (нем. Wilhelm Wegner)
- 1929—1932 Христиан Горст (нем. Christian Gorst)
- 1932—1934 Евгений Эдуардович Фрешер (нем. Eugen Frescher)

Первые секретари обкома РКП(б) — ВКП(б)
- 1934 Александр Яковлевич Глейм (нем. Alexander Gleim)
- 1934—1936 Евгений Эдуардович Фрешер
- 1936—1937 Адам Андреевич Вельш (нем. Adam Welsch)
- 1937 Евгений Эдуардович Фрешер
- 1937—1938 Яков Абрамович Попок
- 1938—1939 Иван Семёнович Аношин
- 1939—1941 Сергей Иванович Малов[4][5]